# Roche-Saint-Secret-Béconne
Roche-Saint-Secret-Béconne ist eine südfranzösische Gemeinde im Département Drôme (Region Auvergne-Rhône-Alpes) mit 477 Einwohnern (Stand 1. Januar 2022). Dieser südliche Teil des Départements trägt aufgrund seiner Lage im Grenzbereich zwischen der Dauphiné und der Provence das Fremdenverkehrslabel „Drôme provençale“.

## Lage
Der Ort liegt an den Ufern des Flusses Lez in einer Höhe von 362 m in den südlichen Voralpen am Fuß der „Montagne de la Lance“ (1338 m). Die Entfernung zur nordwestlich gelegenen Stadt Montélimar beträgt 40 km (Fahrtstrecke); das Weinbaugebiet um Grignan ist nur etwa 15 km in südwestlicher Richtung entfernt.

## Etymologie
Der ursprüngliche Ortsname La Roche-Saint-Secret leitete sich einerseits von dem eigentümlichen Felsengebilde „Rocher-des-Aures“ ab, andererseits von der Kapelle Saint-Secret, die im Tal des ehemaligen Dorfes „La Roche“ unweit des gleichnamigen Schlosses steht. Als im Zuge der 1973 durchgeführten Zusammenführung der Gemeinden das heute verlassene Dorf Béconne an La Roche-Saint-Secret angegliedert wurde, nahm der Ort den Namen Roche-Saint-Secret-Béconne an.
| Jahr                       | 1800 | 1851 | 1901 | 1954 | 1999 | 2017 |
| -------------------------- | ---- | ---- | ---- | ---- | ---- | ---- |
| Einwohner                  | 403  | 558  | 402  | 244  | 371  | 452  |
| Quellen: Cassini und INSEE |      |      |      |      |      |      |

Der Bevölkerungsrückgang in der ersten Hälfte des 20. Jahrhunderts ist im Wesentlichen auf die abgelegene Lage des Ortes und den Verlust an Arbeitsplätzen infolge der Reblauskrise im Weinbau und der Mechanisierung der Landwirtschaft zurückzuführen.

## Wirtschaft

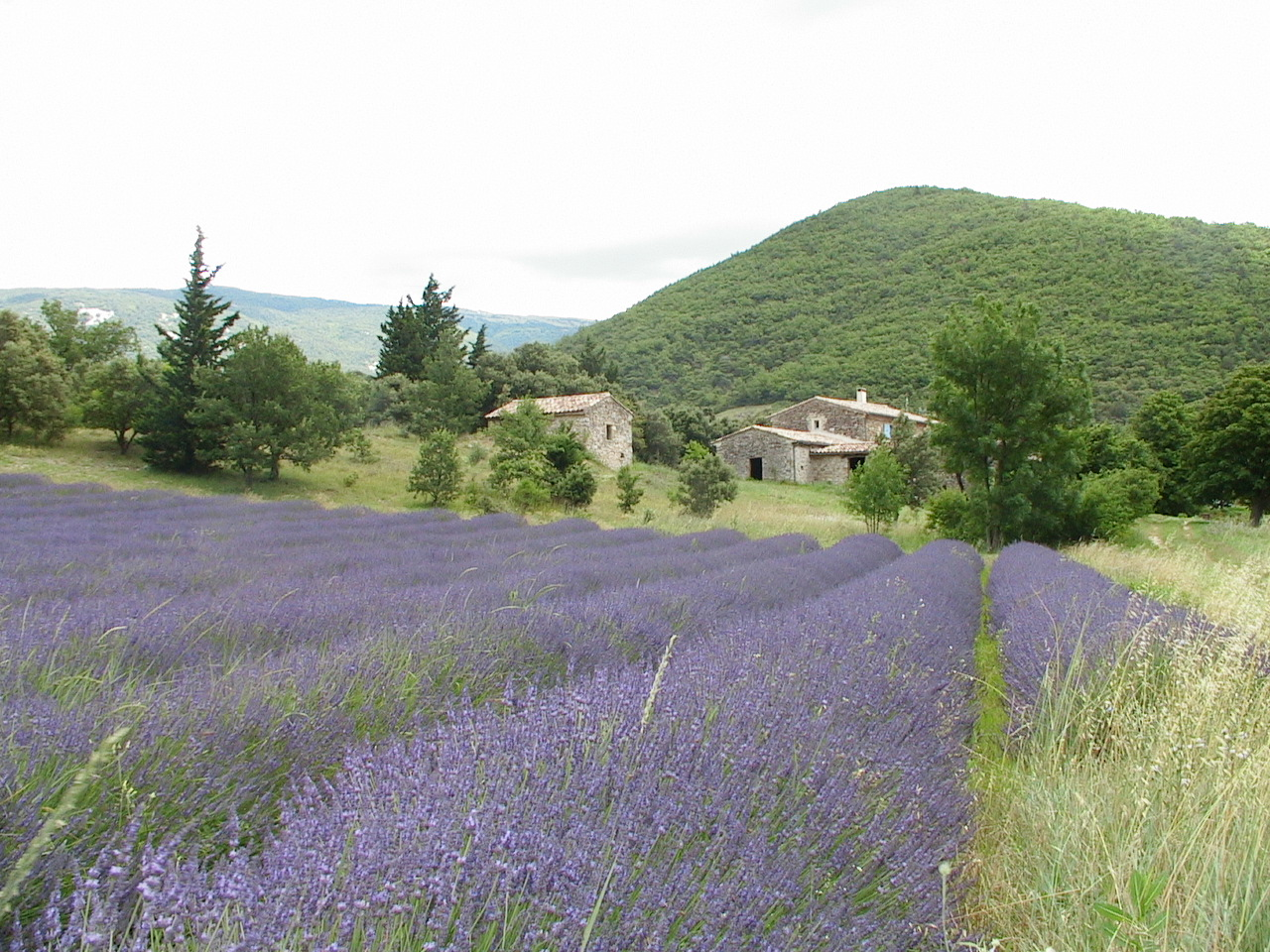
Lavendelfeld

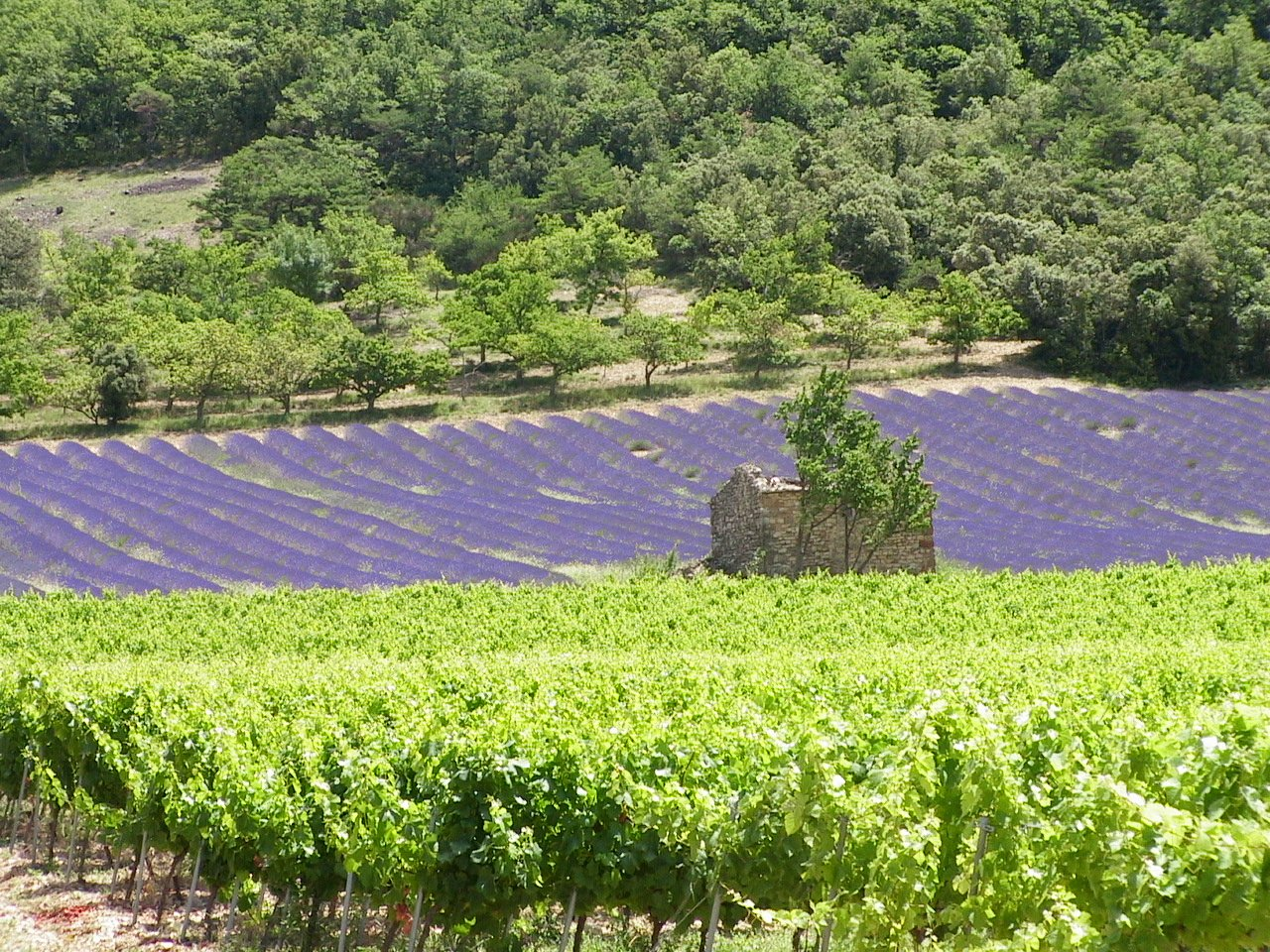
Wein- und Lavendelfelder

Haupteinnahmequellen des Ortes und der Region sind Landwirtschaft und Viehzucht, insbesondere die Rinderzucht. Angebaut werden – einer langen Tradition folgend – Wein und Lavendel; die Obstplantagen liefern vornehmlich Aprikosen, aber auch Trüffelvorkommen und Imkerei sind von ökonomischen Interesse. Die Winzer haben das Recht die auf dem Gemeindegebiet produzierten Weine unter den Appellationen Drôme, Comtés Rhodaniens, Méditerranée und Grignan-les-Adhémar zu vermarkten. Zusätzliche Einkünfte werden seit der zweiten Hälfte des 20. Jahrhunderts durch den Tourismus in Form der Vermietung von Ferienwohnungen (gîtes) erwirtschaftet.

## Geschichte
Die archäologischen Fundstellen bei den Grotten des „Rocher des Aures“ zeugen von einer Besiedlung in der Bronzezeit. Des Weiteren wurden Reste einer gallo-römischen Siedlung freigelegt. Im 13. Jahrhundert existierten auf dem heutigen Gemeindegebiet vier Dörfer, die sich im Besitz verschiedener Herren befanden:
- La Roche, in einem etwas abseits und oberhalb des heutigen Ortskernes gelegenen Tal, wurde 1252 "Castrum Roche Sancti Segre", 1339 "Rochesinsecret", später "Roche-Saint-Secret" genannt und war Lehen der Familie von Montauban.
- Béconne, nördlich des Ortskerns auf dem linken Ufer der Lez, wurde im 13. Jahrhundert gegründet und befestigt und 1253 als "Villa Béconna" erwähnt, ein Name, der sich von dem gallischen "becco", französisch "bec" (Schnabel) ableiten und eine Anhöhe zwischen zwei Flüssen bezeichnen soll. Es war Lehen der Herren von Vesc-Comps.
- Alençon, Béconne gegenüber auf dem rechten Ufer der Lez gelegen, war Lehen der Herren von Mévouillon-Montauban. ;
- Blacon, südlich des Ortskerns, Besitz der Herren von Poitiers-Valentinois.

Blacon wurde – vermutlich aufgrund seiner schwer zugänglichen Lage – bereits Anfang des 14. Jahrhunderts von den Poitiers-Valentinois aufgegeben. Im 17. Jahrhundert befand es sich im Besitz von Hector d’Armond de Forez, Herr von Mirabel und Blacons. Dieser verkaufte es am 18. Juni 1642, führte aber weiterhin den Namen Blacons und übertrug ihn auf sein von dem Bischof von Die erworbenes Gut "Le Devès" im Pfarrbezirk von Mirabel (heute Mirabel-et-Blacons).
Alençon ergriff im Zuge der Hugenottenkriege (1562–1570) im Gegenteil zu La Roche und Béconne Position für die Protestanten.
Das alte Dorf La Roche verlor im Laufe der Zeit seine Bewohner, die sich weiter unterhalb im heutigen Ortskern von Roche-Saint-Secret ansiedelten.
Die Dörfer Alençon und Béconne wurden in den ersten Jahrzehnten des 20. Jahrhunderts vollständig aufgegeben. Die massive Landflucht gab schließlich den Anlass für die Zusammenführung der Gemeinden La Roche Saint-Secret und Béconne.

## Sehenswürdigkeiten
In dem früheren Dorf La Roche:
- das mit Türmen und Schießscharten bewehrte "Château de la Roche" (Privatbesitz)
- die romanische Kapelle St. Secret (12. Jh.), im Friedhof unweit des Schlosses. Infolge mehrerer Erdrutsche erhöhte sich der Erdboden des Friedhofes, so dass der Fußboden der Kapelle heute 1,20 Meter tiefer liegt als das Umfeld. Aus diesem Grund wurde die Kapelle mehrmals umgebaut und erhielt im 17. Jahrhundert ein neues Portal. Die massiven Wände sowohl des kurzen Kirchenschiffes als des gewölbten Chores weisen schießschartenähnliche Öffnungen auf.
- die Kapelle Ste. Madeleine, die im Ortskern in ein Privathaus integriert wurde (Privatbesitz).

In dem seit 1927 verlassenen Dorf Béconne:
- die alten Befestigungsanlagen mit Mauern, Toren, Türmen
- die Burgruine (12./13. Jh.)
- die alten Häuser
- die Kapelle Notre-Dame-de-Béconne (14. Jh., 1921 restauriert) etwas außerhalb des Dorfes unweit des Friedhofs und mitten in den Feldern gelegen. Das Gotteshaus, auch Notre-Dame-de-l’Annonciation oder Notre-Dame-des Fistules (Unsere Liebe Frau der Fisteln) genannt, da sich hier gemäß mündlicher Überlieferungen wundersame Heilungen begaben, ist Ziel einer alljährlich am Pfingstmontag stattfindenden Wallfahrt. Es diente bis 1800 als Pfarrkirche.

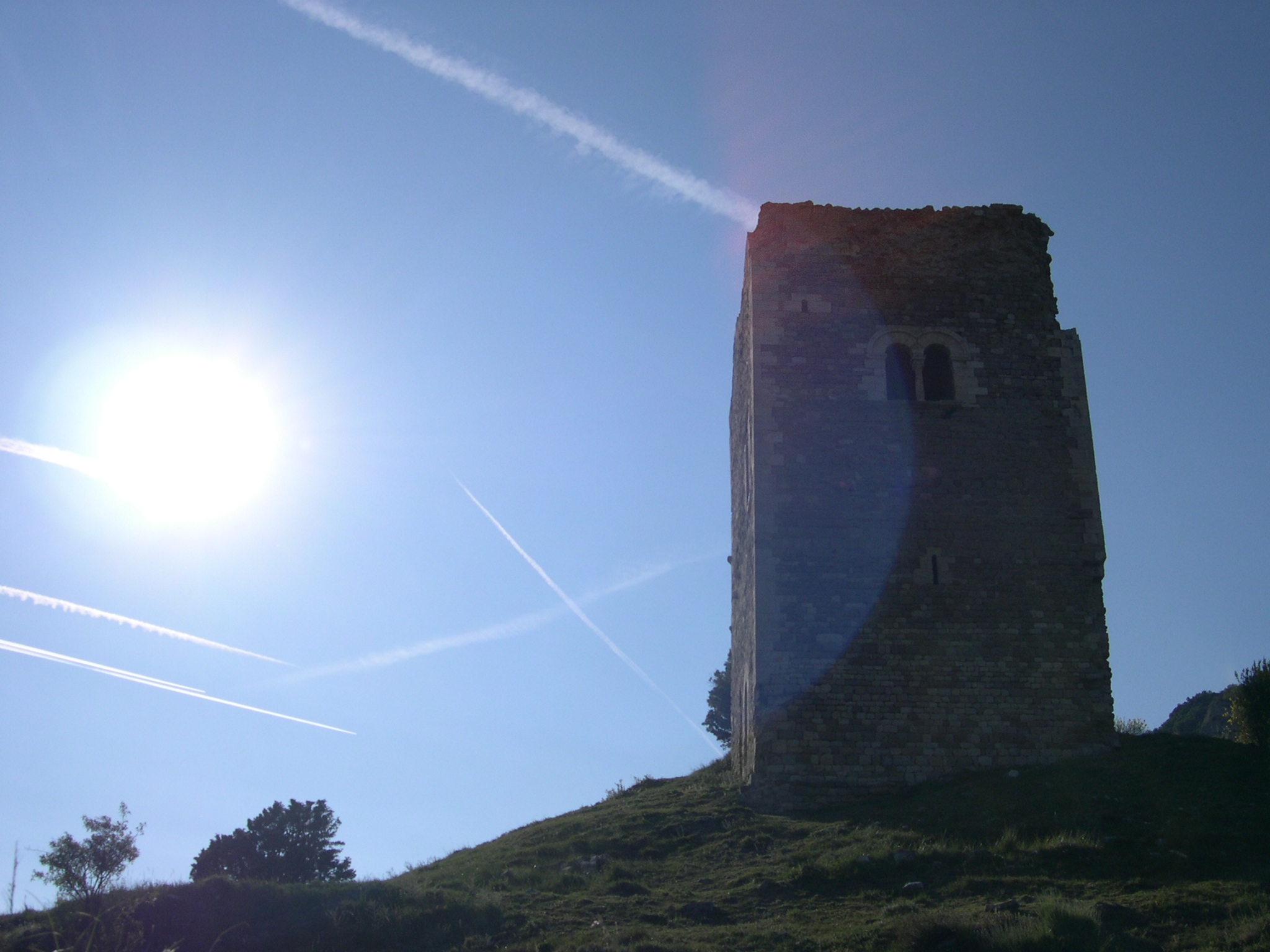
Tour d’Alençon

In dem ebenfalls verlassenen Dorf Alençon:
- der gewaltige eckige Wehrturm donjon Tour d’Alençon (12. Jh.) mit romanischem Doppelbogenfenster, umgeben von den Resten einer Wehrmauer aus dem 14. Jahrhundert (Monument historique seit 1992[2])
- das Château d’Alençon, ehemals ein befestigtes Landgut (15. Jh.), das von der Familie Boulogne, den damaligen Herren von Alençon, in ein Schlösschen im Stil der Renaissance verwandelt wurde (Privatbesitz).

Auf einer Anhöhe im Süden von La Roche:
- der verfallene Donjon Tour de Blacon (14. Jh.) und die Reste einer Ringmauer (Privatbesitz)